# Antti Loikkanen
Antti Olavi Loikkanen (Enonkoski, 15 de abril de 1955) foi um atleta de finlandês de meio-fundo que participou dos Campeonato Europeu de Atletismo em Pista Coberta de 1978, 1982 e 1983 ganhando duas medalhas de bronze e uma de ouro, sempre na prova de 1500 m.